# Ichneumon ferrandi
Ichneumon ferrandi là một loài tò vò trong họ Ichneumonidae.